# Samuel (Soure)
Samuel es una freguesia portuguesa del concelho de Soure, en el distrito] de Coímbra, con 31,65 km² de superficie y 1.254 habitantes (2001), distribuidos en diecinueve localidades. Su densidad de población es de 44,2 hab/km².
La primera referencia documental a Samuel data de 1258, cuando la actual freguesia era un territorio de realengo. Con las reformas del liberalismo, pasó a formar parte del concelho de Abrunheira y más tarde fue durante unos años municipio independiente, hasta ser anexada en 1853 al concelho de Soure.
En la época dorada del termalismo tuvieron importancia en la economía de la freguesia los balnearios establecidos en torno a las fuentes termales de Amieira, Azenha y Bicanho, algunos de los cuales han sido rehabilitados en los últimos años. No obstante, la economía sigue siendo principalmente agrícola.